# Georg H. Schnell
Pour les articles homonymes, voir Schnell.
Georg H. Schnell (né le 11 avril 1878 à Yantai, en Chine et mort le 31 mars 1951 à Berlin) est un acteur allemand.

## Biographie
Georg H. Schnell est principalement connu pour son rôle de Harding dans le film Nosferatu le vampire (1922) de Friedrich Wilhelm Murnau.

## Filmographie partielle
- 1919 : Alkohol d'Ewald André Dupont et Alfred Lind
- 1921 : Die Dame im Koffer d'Emil Albes
- 1922 : Nosferatu le vampire (Nosferatu, eine Symphonie des Grauens) de Friedrich Wilhelm Murnau
- 1922 : Fräulein Julie de Felix Basch :
- 1925 : Le Jardin du plaisir (The Pleasure Garden) d'Alfred Hitchcock
- 1926 : La Bonne Réputation (Der gute Ruf) de Pierre Marodon
- 1927 : Bigamie de  Jaap Speyer
- 1930 : Der Weg zur Schande de Richard Eichberg
- 1930 : The Flame of Love de Richard Eichberg et Walter Summers
- 1934 : Die Reiter von Deutsch-Ostafrika de Herbert Selpin
- 1935 : La Fille des marais (Das Mädchen vom Moorhof) de Douglas Sirk
- 1936 : Das Schloß in Flandern de Géza von Bolváry
- 1937 : Madame Bovary de Gerhard Lamprecht : Marquis de Andervillier
- 1944 : Ce diable de garçon (Die Feuerzangenbowle) de Helmut Weiss